# Bou Ismail
Bou Ismail là một đô thị thuộc tỉnh Tipaza, Algérie. Dân số thời điểm năm 2002 là 38.445 người.